# Lista de compositores da Idade Média
Esta é uma lista de compositores da música medieval ocidental.

## Canto gregoriano,organum(476-1150)
| - Adam de St. Victor - Papa Gregório I - São Godrico de Finchale - Hildegarda de Bingen - Hucbaldo - São Notker - Guido de Arezzo | - Odão de Clúnia - São Tuotilo - Xosroviduxt - Sahakduxt - Santa Cássia - Azalais de Porcairagues - Tibors |

## Ars antiqua,organum(1150-1300)
| - Dinis de Portugal - Leonin - Pérotin - W. de Wycombe - Petrus de Cruce - Berenguier de Palou - Arnaut Daniel - Giraut de Bornelh - Marcabru - Pèire Cardenal - Raimundo Lúlio - Bernart de Ventadorn - Bertran de Born - Dante Alighieri - Jaufré Rudel | - Adam de la Halle - Afonso X de Leão e Castela - Wolfram von Eschenbach - Walther von der Vogelweide - Neidhart von Reuenthal - Castelloza - Beatriz de Dia - Maria de França - Maria de Ventadorn - Branca de Castela - Damas Margot e Maroie - Duquesa de Lorena - Maroie de Dregnau de Lille - Garsenda |

## Ars nova,ars subtilior(1300-1450)
| - Philippe de Vitry - Guillaume de Machaut - Jehan de Lescurel - Borlet - Solage - François Andrieu - Francesco Landini - Gherardello da Firenze - Andrea da Firenze - Giovanni da Firenze - Paolo da Firenze - Donato da Cascia - Lorenzo Masini - Bartolino da Padova | - Niccolò da Perugia - Maestro Piero - Anthonello de Caserta - Philippus de Caserta - Johannes Ciconia - Matteo da Perugia - Jacopo da Bologna - Lorenzo da Firenze - Grimace - Jacob Senleches - Baude Cordier - Zacara da Teramo - Giovanni Mazzuoli |

## Transição aoRenascimento(1400-1450)
| - Antonius de Civitate Austrie - Johannes Cesaris - Roy Henry - Pycard - Richard Loqueville - Byttering - Bartolomeo da Bologna - Jacobus Vide | - John Dunstable - Hugo de Lantins - Arnold de Lantins - Leonel Power - Gilles Binchois - Johannes Brassart - Guillaume Dufay - Johannes Ockeghem |

## Linha do tempo
Esta é uma linha do tempo com os principais e mais influentes compositores medievais, separados por período e estética musical.
Nota: Algumas datas possuem apenas valor aproximado.